# Фонтанези, Антонио
Антонио Фонтанези (итал. Antonio Fontanesi; 23 февраля 1818, Реджо-нель-Эмилия — 17 апреля 1882, Турин) — итальянский живописец, рисовальщик, литограф и офортист. Был близок итальянской школе маккьяйоли, оказал влияние на художников барбизонской школы и французских преимпрессионистов. Между 1876 и 1878 годами Фонтанези жил и преподавал в Японии периода Мэйдзи. Он познакомил японских художников с европейской техникой масляной живописи и сыграл значительную роль в развитии современной японской живописи «ёга».

## Биография
Антонио Фонтанези родился в Реджо-Эмилии, область Эмилия-Романья, и обучался у пейзажистов Просперо Мингетти и Винченцо Карневали. В 1841—1846 годах он создавал театральные декорации и начал писать пейзажи.
В 1848 году он присоединился к группе гарибальдийских добровольцев, которые отправились в Милан, чтобы сражаться с легионом Манара против австрийцев. В 1859 году он снова ненадолго присоединился к вооруженным силам Кавура в Болонье.
В 1850 году Антонио Фонтанези укрылся от войны в Женеве, Швейцария, и в Лугано (Тичино), где оставался до 1865 года. В Париже (в 1855 и 1861 годах), он встречался с Камилем Коро и Констаном Тройоном. В этот же период Фонтанези познакомился с Франсуа-Огюстом Равье, Шарлем-Франсуа Добиньи и швейцарцем Александром Каламом, которые направили его внимание к пейзажной живописи.
Он расширил свои представления о современном искусстве после посещения Всемирной выставки 1855 года в Париже. В 1863 году он попытался обосноваться в Лондоне, где мог увидеть картины Уильяма Тёрнера и Джона Констебла, но не нашёл там ни заказов, ни постоянной работы. Фонтанези вернулся во Флоренцию.
Антонио Фонтанези выставлял свои работы в Лионе, Турине, Милане, Флоренции, Генуе и на Триеннале изящных искусств в Болонье. Он получил должность профессора в Академии города Лукка, но переехал в Турин, где специально для него была создана кафедра пейзажа в Академии Альбертина (1869—1876). Оскорблённым враждебным отношением, с которым он столкнулся в Турине, в 1875 году Фонтанези согласился поехать преподавать в Токийскую академию в Японии; нo вернулся через три года больным и возобновил свою работу в Турине. Его офорты и литографии, технически совершенные, входят в число лучших, созданных в Италии в девятнадцатом веке.
Среди учеников Антонио Фонтанези был Карло Фоллини.
В родном Реджо-Эмилии Фонтанези установлено несколько памятников, в том числе памятник в Парко-дель-Пополо.

## Работа в Японии
В 1876 году в Токио была основана Техническая школа изящных искусств (Kobu Bijutsu Gakko) (позже часть Технологического университета, а затем Токийского технологического института) — школа живописи и скульптуры в ведении Министерства промышленности. Это была первая государственная художественная школа, основанная в Японии.
По рекомендации итальянского министра в Токио, графа Алессандро Фе д’Остиани, правительство Мэйдзи заключило контракт с тремя итальянскими художниками в качестве иностранных консультантов: Винченцо Рагуза (1841—1927) для скульптуры, Антонио Фонтанези для рисунка и Джованни Каппеллетти (умер в 1885 году) для подготовительного курса. Эти художники оказали значительное влияние на развитие японского искусства и архитектуры в течение следующих нескольких десятилетий. Принятие преподавателей искусства только из Италии основывалось на неофициальной правительственной политике «разделения влияний»: принятия военных советов из Франции, промышленных советов из Великобритании, сельскохозяйственных из США и юридических и медицинских рекомендаций из Германии.
Фонтанези познакомил своих японских учеников, среди которых были Асаи Тю и Ямамото Хосуи, с техникой работы с углем, карандашом и масляными красками. Он также преподавал западные концепции перспективы, анатомии и рисования с натуры. Его карьера в Японии была прервана серьёзной болезнью, которая заставила его вернуться в Италию в 1878 году.

## Галерея

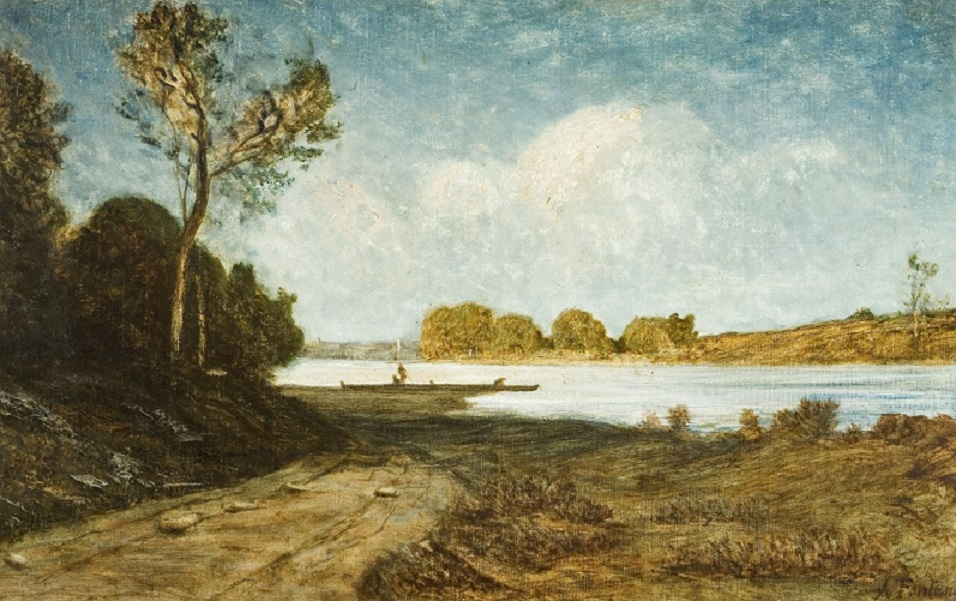
На берегу реки По в Турине. Галерея современного искусства Риччи Одди, Пьченца
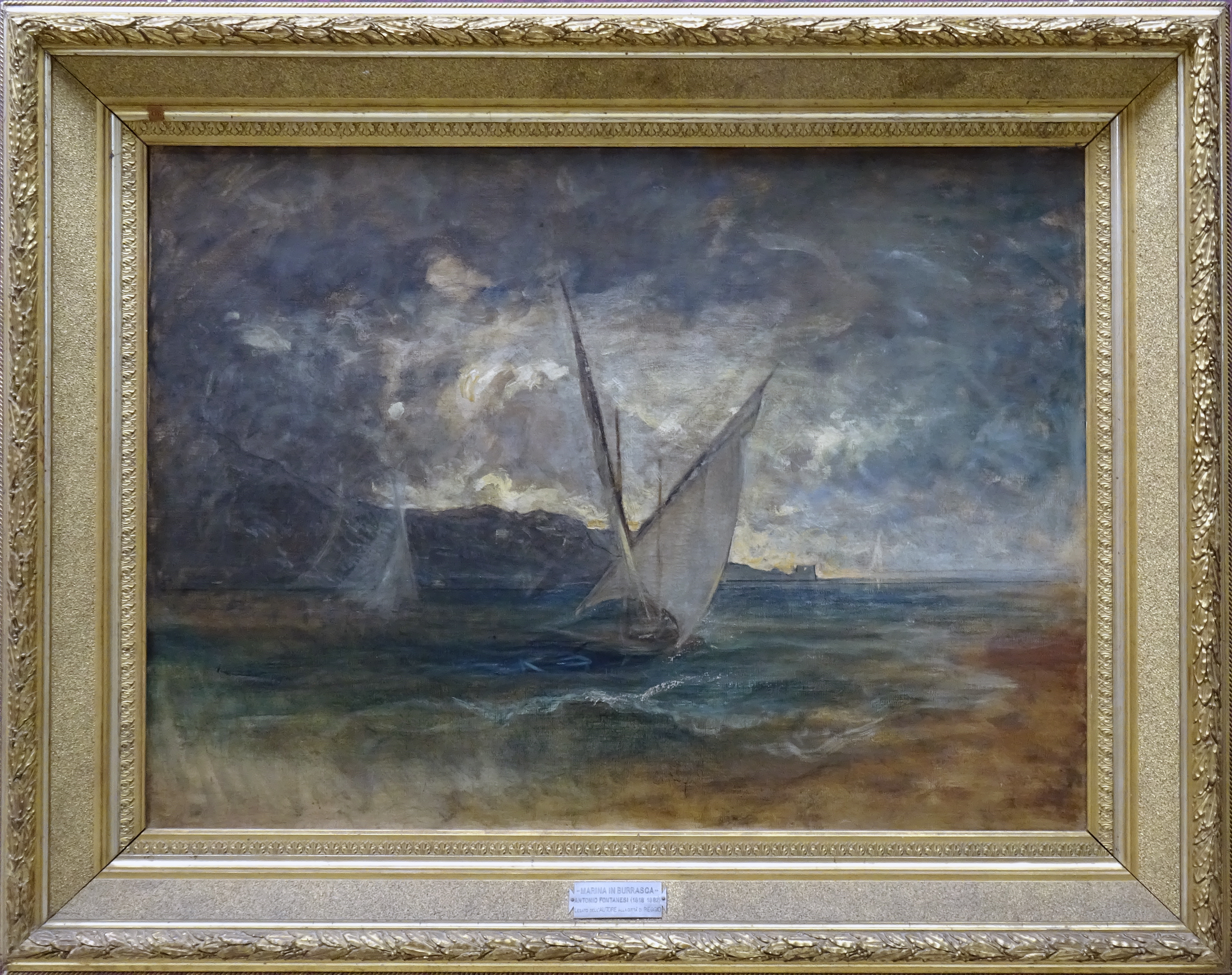
Морской пейзаж в бурю. Ок. 1878. Холст, масло. Палаццо музеев, Реджо-нель-Эмилия
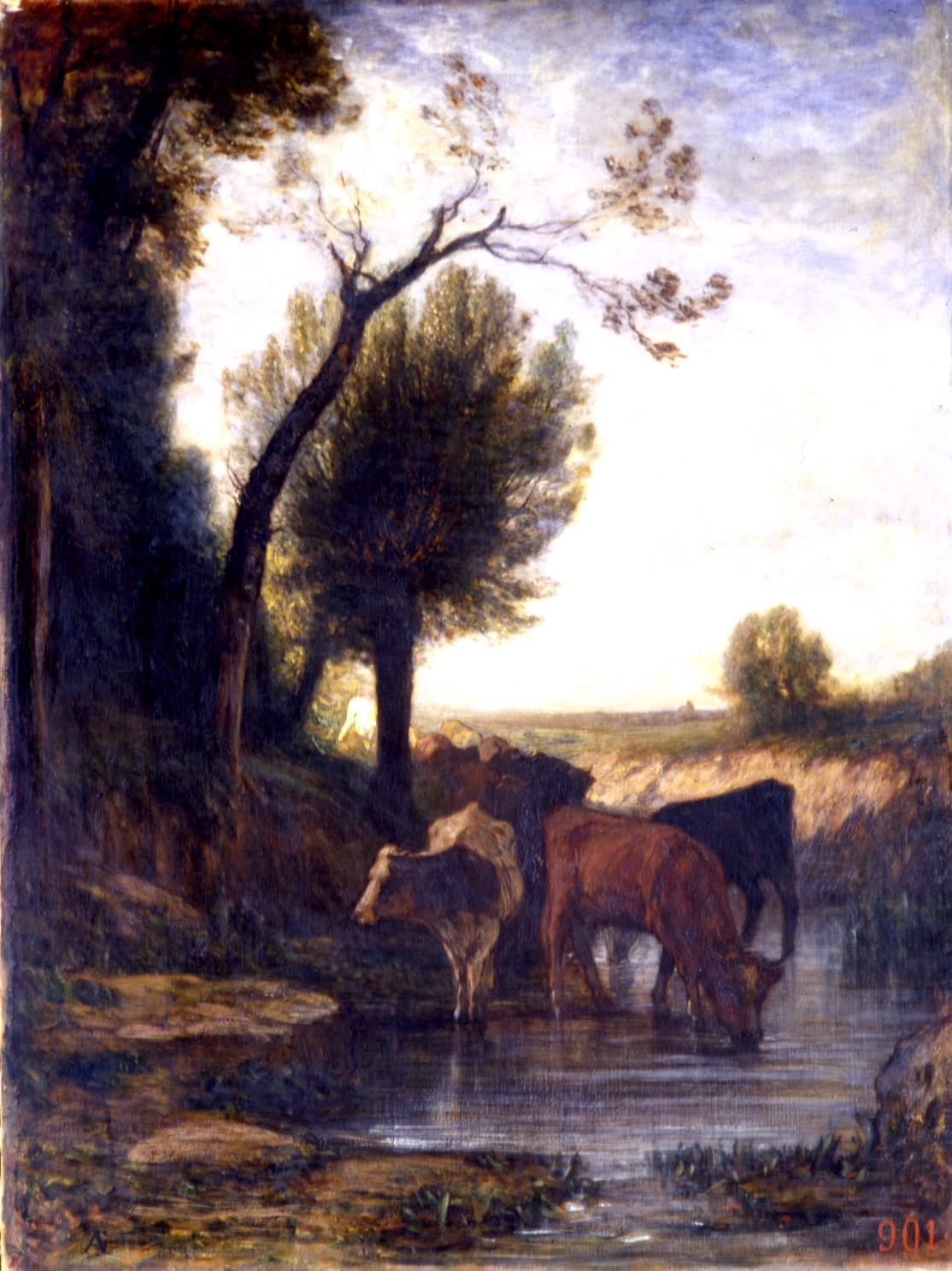
Водопой. Ок. 1867. Холст, масло. Национальная пинакотека, Болонья
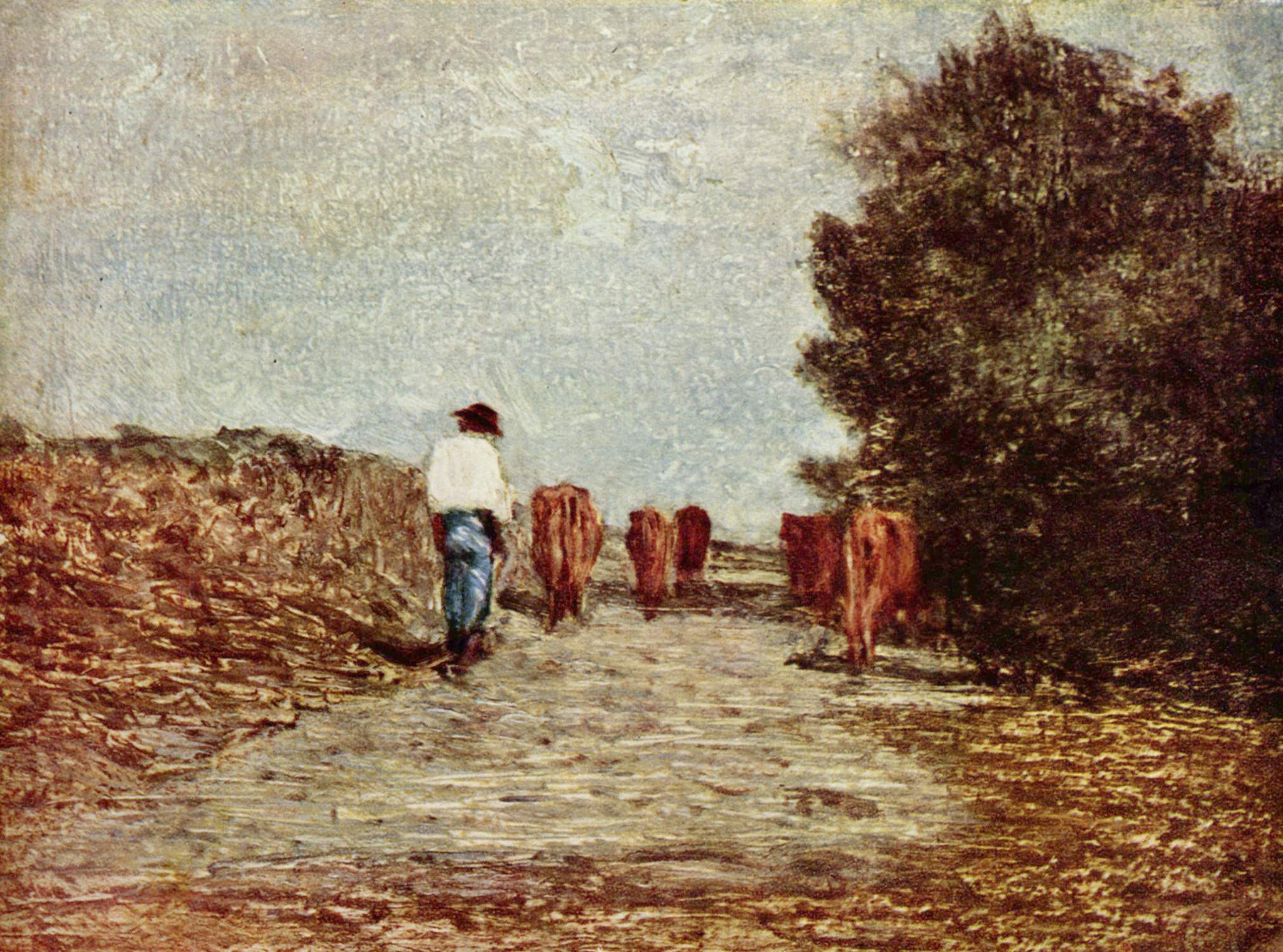
Дорога на пастбище. Холст, масло. Галерея Сабауда, Турин
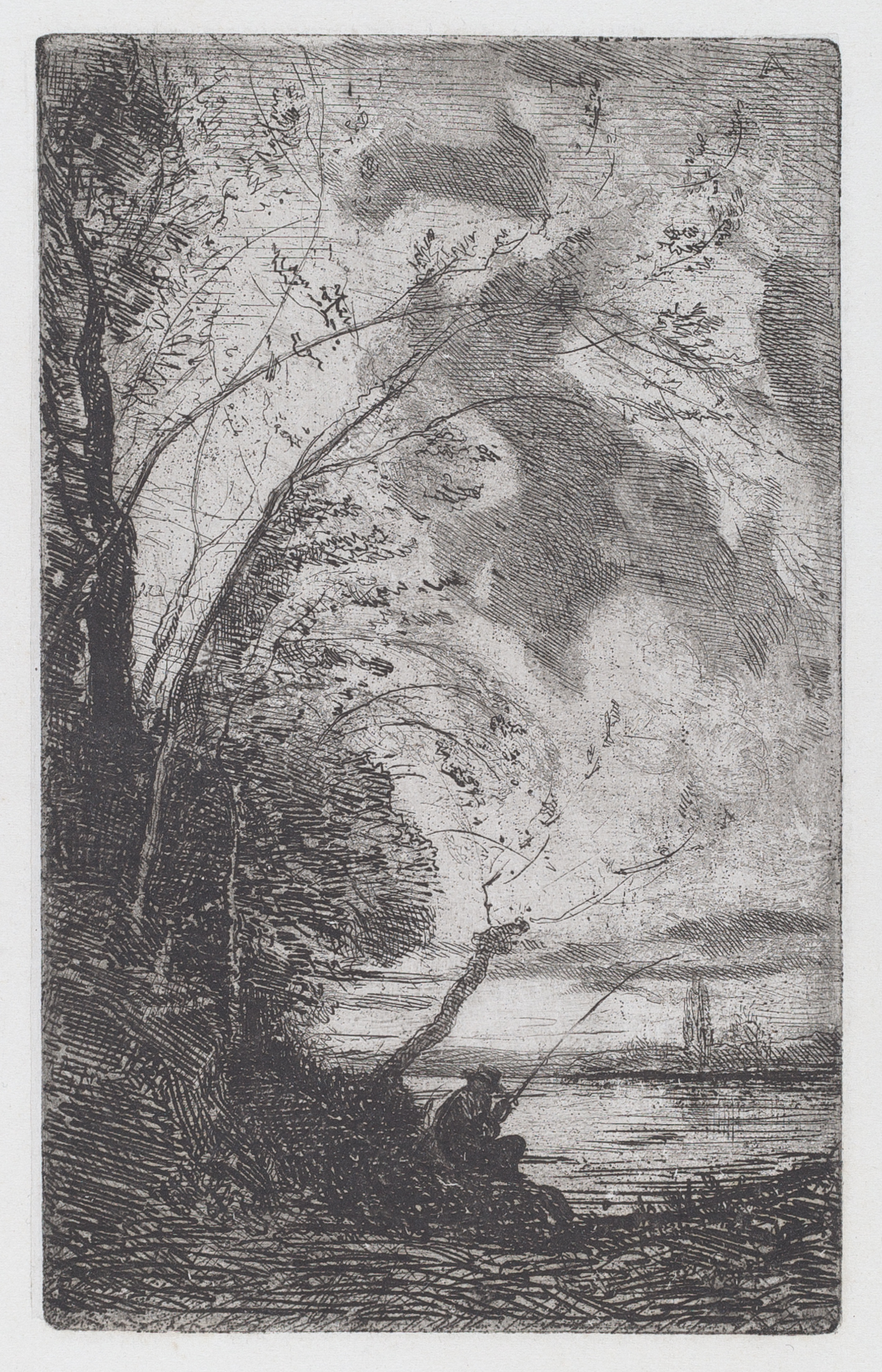
Рыбак на берегу озера. Ок. 1864. Офорт